# Raspalia
- Commons
- Wikispecies

Raspalia é um género botânico pertencente à família Bruniaceae.
1. ↑  «Raspalia — World Flora Online». www.worldfloraonline.org. Consultado em 19 de agosto de 2020